# Drupi
Drupi (Giampiero Anelli művészneve) (Pavia, 1947. augusztus 17.) olasz popénekes.

## Életrajz
Az Ariston Recordsnál felvett, 45-ös percenkénti fordulatszámú kislemezzel debütált, a Che ti costa és a Plenilunio d'agosto (az utóbbi Beethoven zenei idézeteit tartalmazza) dalaival, a Calamite együttes vezetőjeként. 1972-ben átment a Ricchi Ricordi lemezcéghez, és a Drupi álnevet vette fel, amelyet egy gyermekvígjáték általa alakított manószereplőjétől kölcsönzött. Részt vett az 1973-as Sanremói Dalfesztiválon a „Vado via” című, Enrico Riccardi és Luigi Albertelli által írt dallal, de az utolsó helyen végzett.
Drupi hamarosan visszatért vízvezeték-szerelői munkájához, ám a Vado via az eladási lista szerint nagy sikert aratott Olaszországban, de különösen Franciaországban. Ezután olyan számok következtek, amelyek sikert hoztak neki Európában és a spanyol nyelvű piacokon: Piccola e fragile (második lett Az 1974 nyarának lemeze listán), a Sereno, szintén 1974-ben, a Due (amellyel 1975-ben megnyerte a Festivalbart) és a Sambariò (Sanremói Dalfesztivál, 1976). Majd a Bella Bellissima következett, ugyancsak 1975-ben, amely nagyon sikeres lett, és a Come va 1977-ben. 1978-ban megjelentette a Paese című dalt, amely a Domenica In tévéműsor zárótémája lett (1978–79-es adások végén a stáblista alatt ment). 

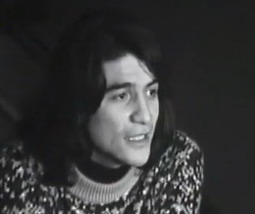
Drupi 1975-ben

1982-ben harmadik helyet szerzett a Sanremói Fesztiválon a Solival, amelyet a New Trolls együttessel adott elő, s amellyel nagy lemezsikert is aratott. Két év múlva egész karrierjének egyik legnagyobb slágere, a Regalami un sorriso (Tony Hymas szerezte a Ph.D.-ből) lett, amelyet Vittorio Pezzolla gyártott az olasz WEA-nak, s amelyet a Sanremói Fesztiválon 1984-ben mutatott be. Következő fellépései San Remóban: a Fammi volare (1985), az Era bella davvero (1988), az Un uomo in più (1992) és a Voglio una donna (1995), ez utóbbit Toto Cutugno szerezte. Az Amica mia (1992) albumán szerepelt még a Maledetta musica című dal is, Giorgio Faletti zenéjével és szövegével. Folytatta a lemezek felvételét, és anélkül, hogy a hírnevet hajszolta volna, számos meghívást kapott zenés tévéműsorokba és valóságshow-kba.
Az évek során egyre nagyobb hírnévre tett szert Kelet-Európa országaiban. Lengyelországban népszerűségben felülmúlta még Elton Johnt is. Csehország fővárosa, Prága Óvárosa főterén, a The Rolling Stoneson kívül egyedül ő léphetett fel.

## Diszkográfia

### Albumok
- 1974 - Drupi
- 1974 - Sereno è…
- 1975 - Due
- 1976 - Drupi (La visiera si stacca e si indossa!)
- 1977 - Di solito la gente mi chiama Drupi
- 1978 - Provincia
- 1979 - E grido e vivo e amo
- 1981 - Drupi
- 1983 - Canta
- 1985 - Un passo
- 1989 - Drupi
- 1990 - Avanti
- 1992 - Amica mia
- 1993 - Storie d'amore
- 1995 - Voglio una donna
- 1997 - Bella e strega
- 2004 - Buone notizie
- 2007 - Fuori target
- 2013 - Ho sbagliato secolo

### Kislemezei
- 1967 - E loro dicono/Il matusa Tiffany, TIF 523 (az I Frenetici együttessel)
- 1968 - Qualche santo pregherà per noi/Fatalità Tiffany, TIF 537 (I Frenetici)
- 1968 - Che c'è di strano/Il soprabile Tiffany (I Frenetici)
- 1970 - Plenilunio d'agosto/Che ti costa - Ariston Records AR 0340 (a Le Calamite együttessel)
- 1973 - Vado via/Segui me (Sail away) - Dischi Ricordi SRL 10.688
- 1974 - Rimani/Ma poi… - Dischi Ricordi SRL 10.712
- 1974 - Piccola e fragile/…Che estate - Dischi Ricordi SRL 10.721
- 1974 - Sereno è…/Mille lire - Dischi Ricordi SRL 10.741
- 1975 - Due/Bagno a mezzanotte - Dischi Ricordi SRL 10.760
- 1976 - Sambariò/Aiutami - Dischi Ricordi SRL 10.792
- 1976 - Bella bellissima/Non sei più tu - Dischi Ricordi SRL 10.823
- 1977 - Come va/Tutto bene - Dischi Ricordi SRL 10.841
- 1977 - Vita di mare/Due corpi - Dischi Ricordi SRL 10.851
- 1978 - Provincia/Piero va - Real Music RM 18000
- 1978 - Paese/Merilù - Real Music RM 18004
- 1979 - Buonanotte/Giovanna - Real Music RM 18008
- 1979 - E grido e vivo e amo/La più bella - Real Music RM 18009
- 1980 - Sera/I capelli di Armanda - Real Music RM 18010
- 1981 - La mia canzone al vento/Lascerò - Fonit Cetra SP 1758
- 1982 - Soli/Stai con me - Fonit Cetra SP 1766
- 1983 - Canta/E piove - Fonit Cetra SP 1791
- 1984 - Regalami un sorriso/Preghiera - WEA 24 9486-7
- 1985 - Fammi volare/Un passo - WEA 24 9138-7
- 1988 - Era bella davvero/Che cos'è - Baby Records BR 50384
- 1992 - Un uomo in più/Un uomo in più (hangszeres) - RTI Music 0700-7

Raccolte
- 1995 - Belle bellissime - Dischi Ricordi LOCD 9
- 1997 - Protagonisti - BMG Ricordi 7432151475-2
- 2000 - I grandi successi originali - Dischi Ricordi 74321750102 (2) (CD doppio)
- 2000 - Musica più - Sony
- 2000 - Vado via - Brilliant 33021
- 2003 - Greatest hits - ZYX Music 1039
- 2004 - Flashback Collection - Sony Music-Ricordi
- 2006 - Le più belle canzoni di Drupi - Warner Bros. 112017
- 2006 - Gold Italia Collection - Sony BMG
- 2006 - Flashback Collection Box-CD - Sony Music-Ricordi 828768283721 (tripla CD)
- 2008 - Il meglio di Drupi - Ricordi CDOR 8317
- 2009 - Flashback - I grandi successi originali - Sony Music-Ricordi 8697587302 (dupla CD)

## Turnéja résztvevői 2013/2014
- Luca Cinalli - gitárok
- Abramo Riti - Hammond-orgona
- Emanuele Ciampichetti - basszusgitár
- Dario Di Nardo - dobok
- Irene Ciarelli - vokál
- Valentino Negri - akusztikus gitárok, vokál

## A Sanremói dalfesztiválon
- 1973: Vado via (nem lett döntős)
- 1976: Sambariò (6. hely)
- 1982: Soli (3. hely)
- 1984: Regalami un sorriso (8. hely)
- 1985: Fammi volare (12. hely)
- 1988: Era bella davvero (20. hely)
- 1992: Un uomo in più (13. hely)
- 1995: Voglio una donna (16. hely)

## Egyéb projektek
- Wikimedia Commons contiene immagini o altri file su Drupi

## Külső hivatkozások
- Hivatalos oldal, drupi.it oldalon
- ( EN ) Drupi nem, az internetes filmadatbázisban, IMDb.com
- ( EN ) Drupi, AllMusic , All Media Network
- ( EN ) Drupi, Discogs, Zink Media
- ( EN ) Drupi, MusicBrainz, MetaBrainz Alapítvány.

## Fordítás
Ez a szócikk részben vagy egészben  a   Drupi című olasz Wikipédia-szócikk ezen változatának fordításán alapul.  Az eredeti cikk szerkesztőit annak laptörténete sorolja fel. Ez a jelzés csupán a megfogalmazás eredetét és a szerzői jogokat jelzi, nem szolgál a cikkben szereplő információk forrásmegjelöléseként.